# Distretto di Ghat
Il distretto di Ghat (in arabo شعبية غات‎?) è uno dei 22 distretti della Libia. Si trova nella regione storica del Fezzan.
Capoluogo è la città di Ghat.

## Geografia
Confina ad est con le due province dell'Algeria di Tamanrasset e Illizi, inoltre ha un ristretto confine nella parte più a sud con la Regione di Agadez del Niger. Internamente confina con i seguenti distretti:

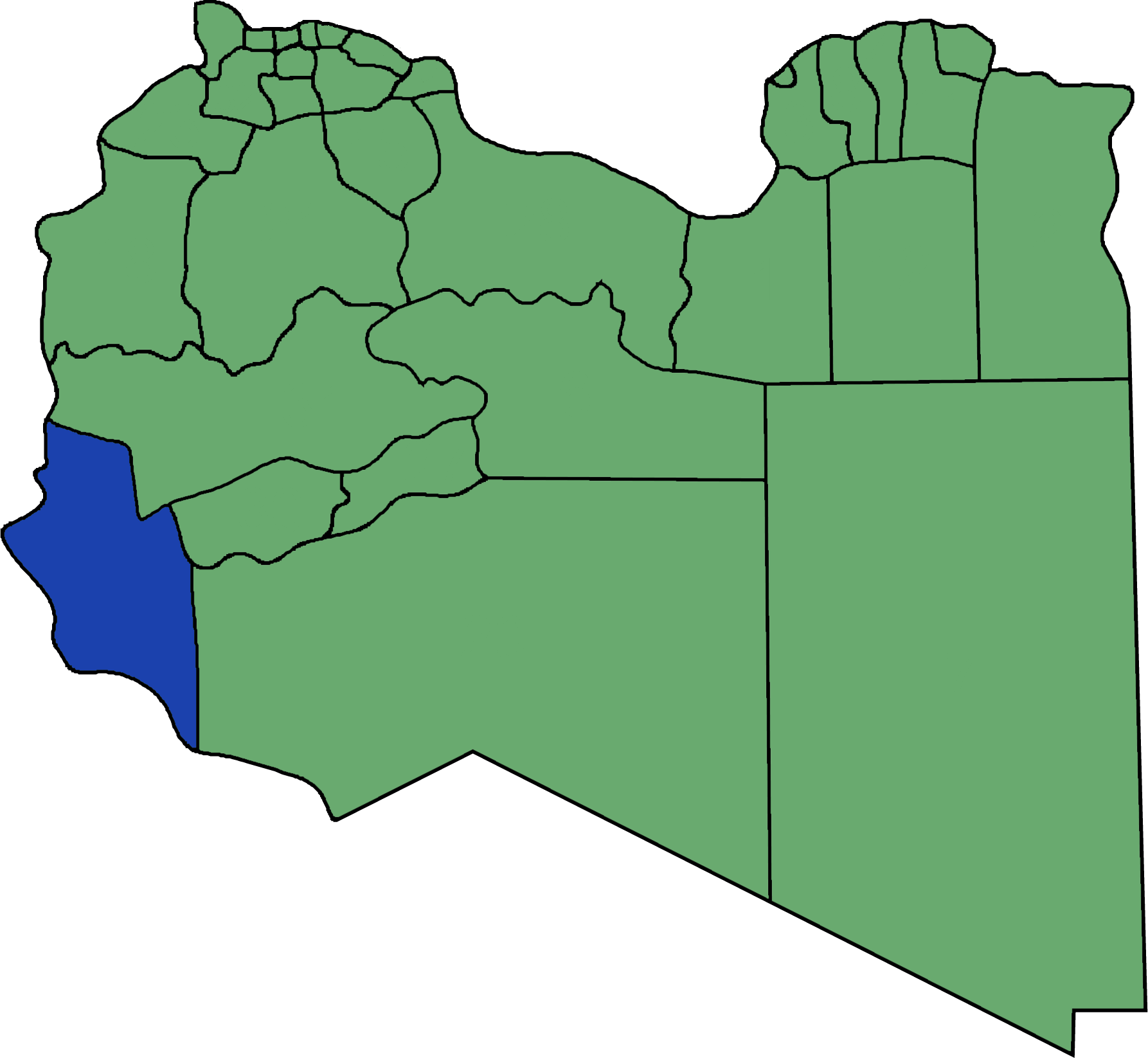
Il distretto di Ghat dal 2001 al 2007, con la suddivisione a 32 shabiyat.

- Wadi al-Shatii a nordest
- Wadi al-Hayaa a est
- Murzuch a sudest

## Storia

Le milizie Tuareg utilizzano spesso la bandiera berbera.

### Guerra civile libica
Dal 2014, il distretto è sotto il controllo delle milizie indipendenti tuareg e Tebu.